# Рафайла
Рафайла (рум. Rafaila) — комуна у повіті Васлуй в Румунії. До складу комуни входить єдине село Рафайла.
Комуна розташована на відстані 280 км на північ від Бухареста, 33 км на північний захід від Васлуя, 43 км на південний захід від Ясс.

## Населення
У 2009 року у комуні проживали 1958 осіб.

## Зовнішні посилання
- Дані про комуну Рафайла на сайті Ghidul Primăriilor